# Suctobelbella latirostris
Suctobelbella latirostris är en kvalsterart som först beskrevs av Karl Strenzke 1950.  Suctobelbella latirostris ingår i släktet Suctobelbella och familjen Suctobelbidae. Inga underarter finns listade i Catalogue of Life.